# Nukunu
I Nukunu sono un gruppo di aborigeni australiani originari delle coste più settentrionali del golfo di Spencer, in Australia Meridionale.

## Distribuzione
I Nukunu popolavano un'area compresa grossomodo fra le foci del fiume Broughton e le attuali località di Crystal Brook e Port Augusta sulle coste nord-orientali del golfo di Spencer, ad est fino a Melrose, Mount Remarkable, Gladstone e Quorn, per un totale di circa 5700 chilometri quadrati: una comunità Nukunu popolava anche l'area dell'attuale Baroota.
Nel 2019 ai Nukunu è stato garantito il titolo nativo su Port Pirie e la porzione occidentale dei Flinders Ranges: il 3 febbraio 2022, dopo 28 anni di dispute e contenziosi coi confinanti Barngarla, la corte federale australiana ha garantito ai Nukunu il titolo nativo anche sull'area a est di Port Augusta.

## Usi
I Nukunu rappresentano la popolazione aborigena più sud-orientale a praticare sia la circoncisione che la subincisione del pene. I Nukunu venivano considerati dei "puristi" in quest'arte e nei rituali legati al processo e godevano di grande prestigio fra le popolazioni della zona per questo.: a questo proposito, giovi sapere che fra le popolazioni confinanti degli Ngaiawang e dei Kaurna la parola Nukunu (nelle declinazioni Nukuni, Nokunno, Nokuna) indica una figura semidivina di assassino inarrestabile che agisce nella notte.

Oltre a ciò i Nukunu sono anche la popolazione più sudorientale a mantenere un sistema matrilineare con due fratrie, rispettivamente Mathari e Kararru, similmente a quanto osservabile fra i Barngarla, gli Adnyamathanha e i Wailpi.

### Mitologia
Le terre Nukunu sono ricche di siti sacri e rappresentano il punto di partenza per la pista del tempo del Sogno Urumbula, che si dipana dal grande albero che si dice si trovasse nei pressi del luogo dove oggi sorge l'ospedale di Port Augusta (considerato l'axis mundi o la Via Lattea) fino alle coste del golfo di Carpentaria: la pista è legata alle avventure del chuditch ed è talmente importante dal punto di vista culturale che financo le popolazioni Arrernte dell'Australia centrale sono a conoscenza di eventi mitici avvenuti nei territori Nukunu.

## Storia
la colonizzazione dell'area cominciò nel 1849, quando i coloni stimavano che i Nukunu contassero 50-100 persone: verosimilmente, i numeri così bassi erano dovuti all'impatto pesante del vaiolo giunto prima ancora dei coloni attraverso il fiume Murray circa vent'anni prima.
Peter Ferguson e William Younghusband stabilirono una station (grossomodo l'equivalente australiano di un ranch) nell'area fra l'attuale Port Pirie e Crystal Brook. Nel 1852 Ferguson mandò a processo a Clare sette Nukunu sospettati di aver rubato 54 pecore, i quali vennero tuttavia rimandati indietro per mancanza di prove: nel 1854, in seguito alla sparizione di alcune vacche, Ferguson e i suoi dipendenti reagirono attaccando e uccidendo un gruppo di aborigeni nei pressi di Crystal Brook.
Durante gli anni '40 del XIX secolo, a causa dell'occupazione dei terreni da parte degli agricoltori e dei conflitti conseguenti, oltre che della tubercolosi, il numero di Nukunu continuò a diminuire, coi pochi rimasti che si dispersero in piccole comunità a Orroroo, Melrose, Wilmington e Stirling North: alcuni scelsero di rimanere nelle terre avite e si riunirono in comunità a Baroota, Port Germein e Port Augusta.

Nel 1880 sembravano essere rimasti solo otto Nukunu, cinque uomini e tre donne: la dispersione e frammentazione del popolo Nukunu ha fatto sì che esso si sia mescolato a quelli circostanti (Narungga, Barngarla, Wirangu) ed i rigorosi rituali dei quali essi erano custodi siano andati in gran parte perduti, sebbene i Nukunu continuino a mantenere un forte senso d'identità.

## Lingua
La lingua Nukunu, assieme alla lingua Ngadjuri (con la quale presenta un lessico sovrapponibile quasi al 90%), è ritenuta appartenente alle lingue Thura-Yura.
I Nukunu sono noti con una serie di altri nomi:
- Barutadura ("gli uomini di Baroota"[2]);
- Nookoona / Nukunna / Noocoona / Nokunna / Nu-guna / Nugunu / Nukunnu (compitazioni alternative);
- Doora / Eura / Tura / Tyura ("uomo");
- Nukuna (esonimo Barngarla[5]);
- Warra / Wongaidja (nome della lingua Nukunu[5]);